# K2-155d
K2-155d是一顆環繞恆星K2-155的岩石質太陽系外行星，屬於超級地球。K2-155d是紅矮星K2-155已知3顆行星中距離母恆星最遠者。該行星是任職於東京工業大學的日本天文學家平野照幸發現的15顆系外行星的其中一顆。發現K2-155d的證據來自克卜勒太空望遠鏡延伸任務（K2巡天）的觀測資料。分析結果顯示該行星可能位於母恆星的適居帶，並且表面是可讓液態水存在的環境。

## 發現與觀測
K2-155d是東京工業大學的日本天文學家平野照幸領導的團隊發現的15顆系外行星其中1顆。該行星的發現是基於NASA的克卜勒太空望遠鏡 K2巡天的觀測資料。K2-155d也同時被位於拉帕爾馬島的北歐光學望遠鏡和位於夏威夷島的昴星团望远镜觀測到。K2-155d的特徵透過散斑成像和高色散率光譜得到確認。 K2-155d的質量和其母恆星的亮度則有待未來凱克天文台和詹姆斯·韦伯太空望远镜的觀測來得知。
K2-155d已經被包含北歐光學望遠鏡和昴星團望遠鏡等多個地面望遠鏡觀測過。K2-155d的母恆星亮度使它成為詹姆斯·韦伯太空望远镜等天文望遠鏡未來進行研究時的良好目標。

## 特徵
K2-155d是一顆半徑為地球1.64倍，質量為木星0.146倍的超級地球。K2-155d的半徑位於小型岩石質行星與大型氣態巨行星的分界點附近。氣候模型預測顯示K2-155d的位置在母恆星的適居帶附近，並且所接收的輻射量是地球的1.67 ± 0.38倍。K2-155d的表面平衡溫度為289 K。研究顯示如果其輻射量低於地球的1.5倍左右，表面溫度將是溫和的適居溫度。
K2-155d是環繞距離地球約200光年的紅矮星K2-155的3顆行星之1，並且K2-155的體積比太陽低88%。K2-155d的軌道週期40.7日，並且是永遠同一面對著母恆星的潮汐鎖定狀態。K2-155d的軌道半徑0.1886 AU，並且研究顯示它的軌道離心率低。

## 潛在適居性
K2-155d被認為是液態水能在其表面存在的潛在適居行星。天文學家並使用了三維氣候模式模擬以確認液態水存在於該行星表面的可能性。不過，K2-155d的發現者平野照幸對此持謹慎態度，並宣稱並不保證該行星是適合生物的。模擬中缺少的恆星耀斑等因素也可能決定K2-155d是否適合讓生命存在。